# Günter Jankowiak
Günter Jankowiak (* 20. Februar 1951 in Berlin) ist ein deutscher Schauspieler, Musiker, Autor und Regisseur. Er schreibt und inszeniert für das Kinder- und Jugendtheater.

## Leben
Von 1982 bis 1991 arbeitete Jankowiak beim Theater Rote Grütze, seitdem frei und in Kooperation mit den Theatern Havarie, Potsdam und Strahl, Berlin. Mit letzterem entstanden unter anderem Stücke wie Unkaputtbar (1995), Wilder Panther, Keks (1996), Romeo X Julia (2001), Mit arger List (2006), Frühlings Stürme (2009), Nathan (2012), FRÄMMT (2014) und #BerlinBerlin (2017). 
Insgesamt hat er mehr als 25 Theaterstücke (z. T. in Zusammenarbeit mit Co-Autoren) geschrieben, die vielfach im In- und Ausland nachinszeniert wurden. Einige liegen in Übersetzungen unter anderem ins Englische, Russische, Estnische und Niederländische vor. Einige Stücke entstanden in Zusammenarbeit mit Ingrid Ollrogge, wie Nippes und Stulle spielen Froschkönig, Palmen vor Usedom, Liebe Kommt oder Guten Tag Schönes Leben.
Jankowiaks Theater ist formal keinem Stil verpflichtet. Seine Stücke drehen sich um Themen wie Liebe und Sexualität, Sehnsüchte und Ängste, strukturelle Gewalt, Suche nach dem Eigentlichen in der Unübersichtlichkeit der Ersatzstoffe, Kommunikation/Störungen.

## Auszeichnungen
- Brüder-Grimm-Preis des Landes Berlin für Gewalt Im Spiel mit dem Theater Rote Grütze (1989) und für Willis Kastanie mit dem carrousel Theater an der Parkaue (1999).
- IKARUS (Berliner Theaterpreis) für Genau wie immer: Alles anders mit dem Theater Strahl (2003).
- Friedrich-Luft-Preis mit #BerlinBerlin vom Theater Strahl (2019)[1]
- Nominiert für den Deutsch-Holländischen Kinder- und Jugendtheaterpreis mit Gleich knallt's (1997), für den IKARUS (Berliner Theaterpreis) mit Sirene – Die kleine Meerjungfrau (2005), Mit arger List (2006) und "Pippi Langstrumpf" (2009), "FrühlingsStürme" (2010), "FRÄMMT" (2015), #BerlinBerlin (2018).